# Platyrhacus utoquinus
Platyrhacus utoquinus är en mångfotingart som beskrevs av Chamberlin 1941. Platyrhacus utoquinus ingår i släktet Platyrhacus och familjen Platyrhacidae. Inga underarter finns listade i Catalogue of Life.